# The Intermittent Alarm Clock
The Intermittent Alarm Clock è un cortometraggio muto del 1908. Il nome del regista non viene riportato nei credit del film.

## Trama
Trama di Moving Picture World synopsis in (EN)  su IMDb

## Produzione
Il film fu prodotto dalla Vitagraph Company of America.

## Distribuzione
Distribuito dalla Vitagraph Company of America, il film - un cortometraggio di 107 metri - uscì nelle sale cinematografiche statunitensi il 1º febbraio 1908.